# 王陶生
王陶生（1894年—1969年2月），别名王赐豹，福建寿宁人，中国共产党早期党员，中华人民共和国政治人物、中医师。

## 生平
王陶生于1931年受马立峰影响参加共产党活动，4月到浙江泰顺县发展贫农小组及秘密农会，5月前曾短暂到福安向时任福安中心县委书记马立峰汇报情况，并在马立峰的安排下回泰顺工作，直至1932年底被调回寿宁。此后王陶生参加闽东临时特委组织的“红带队”，1934年3月加入中国共产党，随即赴柘洋任中共霞鼎泰县委书记，10月卸任，后在闽东临时特委任宣传部长、福寿县委委员。1935年8月，闽东特委在柘洋楮坪乡决定成立中共寿泰县委，领导寿宁、泰顺边区的共产党活动，王陶生被委任为县委书记，翌年1月由缪洪生接任，11月缪洪生死后，王陶生重新接任县委书记。
1937年，中共闽东特委与福建省政府达成协议，特委下属的闽东独立师编入新四军序列北上抗日，其时的特委领导人叶飞、范式人曾七次去信王陶生请他一同北上，但派出的交通员及信件由于屡遭国军截杀而未能送达王陶生手中。6月，王陶生从一位幸免的交通员口中得知叶飞派出送信的交通员有多名被杀，遂决定率部撤退。经过泰顺石竹洲时，随军的警卫员叛变，将寿宁仙峰民团引来袭击王陶生一行人，王陶生被民团打伤腰部后扔进石竹洲的河中，被寿泰县委成员缪怀郁发现并救起，后在当地群众的救治下才免于一死。伤愈后，王陶生在政和县一带以行医为生。
中华人民共和国成立后，王陶生担任寿宁县人民委员会副县长，此外亦担任县医药改造办公室主任、老革命根据地建设委员会主任等职，1969年2月病逝，享年75岁。

## 艺术形象
温州市文化广电旅游局、中共温州市委曾将中共认定的烈士刘素贞一家四口的事迹翻拍舞台剧《沉甸甸的谷子》，浙江省青年话剧演员陈冠宇（艺名“冠子”）饰演时任中共寿泰县委的王陶生一角。